# Bézu-la-Forêt
Bézu-la-Forêt is een gemeente in het Franse departement Eure (regio Normandië) en telt 188 inwoners (1999). De plaats maakt deel uit van het arrondissement Les Andelys.

## Geografie
De oppervlakte van Bézu-la-Forêt bedraagt 9,0 km², de bevolkingsdichtheid is 20,9 inwoners per km².
De onderstaande kaart toont de ligging van Bézu-la-Forêt met de belangrijkste infrastructuur en aangrenzende gemeenten.

## Demografie
Onderstaande figuur toont het verloop van het inwonertal (bron: INSEE-tellingen).